# Brodowo (Mazovie)
Pour les articles homonymes, voir Brodowo.
Brodowo (prononciation : [brɔˈdɔvɔ]) est un village polonais de la gmina de Świercze dans le powiat de Pułtusk de la voïvodie de Mazovie dans le centre-est de la Pologne.
Il se situe à environ 6 kilomètres à l'est de Świercze (siège de la gmina), 16 kilomètres à l'ouest de Pułtusk (siège du powiat) et à 53 kilomètres au nord de Varsovie (capitale de la Pologne).

## Histoire
De 1975 à 1998, le village appartenait administrativement à la voïvodie de Ciechanów.